# Павлівка (Кропивницький район)
Павлі́вка —  село в Україні, у Компаніївській селищній громаді Кропивницького району Кіровоградської області. Населення становить 131 осіб. До 2020 орган місцевого самоврядування — Петрівська сільська рада.

## Населення
Згідно з переписом УРСР 1989 року чисельність наявного населення села становила 173 особи, з яких 85 чоловіків та 88 жінок.
За переписом населення України 2001 року в селі мешкала 131 особа.

### Мова
Розподіл населення за рідною мовою за даними перепису 2001 року:
| Мова       | Відсоток |
| ---------- | -------- |
| українська | 95,42 %  |
| молдовська | 3,05 %   |
| російська  | 1,53 %   |